# RU-COM
Группа RU-COM — российская бизнес-группа, специализирующаяся на инвестициях и управлении диверсифицированными промышленными активами в мостостроении, дорожном и инфраструктурном строительстве, промышленном и энергетическом строительстве, энергетике, энергетическом машиностроении, угольной отрасли и сельском хозяйстве.

## Руководство
Генеральный директор — Олег Серебренников.

## Структура
В состав холдинга входят следующие компании:
- Энергетика: ОАО «Сибирская энергетическая компания» (ОАО «Сибэко»), НПО «Элсиб»
- Энергетическое машиностроение: НПО «Элсиб»
- Добыча угля: ОАО «Разрез Сереульский»
- Сельское хозяйство: ООО «КоПИТАНИЯ»[2]

## Деятельность
На сегодняшний день Группа RU-COM реализует комплексные проекты в ряде отраслей: промышленность, энергетика, инфраструктура, инжиниринг. Наиболее значимые проекты:
- Расширение Краснодарской ТЭЦ с сооружением «под ключ» ПГУ-410 (Группа Е4).
- Строительство 3 х 410 МВт парогазовых энергоблоков «под ключ» Няганской ГРЭС (Группа Е4).
- Строительство ПГУ на котельной Северо-западного района города Курска (Группа Е4).
- Участие в сооружении первой АЭС во Вьетнаме. (Изыскания и разработка ТЭО АЭС Нинь Тхуан 1) (Группа Е4).
- Строительство участка Четвертого транспортного кольца между шоссе Энтузиастов и Измайловским шоссе в Москве (2008—2015 годы)
- Транспортная автомагистраль между Звенигородским шоссе и ММДЦ «Москва-Сити» в Москве (2009—2011 годы).
- Реконструкция аэродромов в г. Сочи (Адлер), г. Владивосток, г. Хотилово.
- Строительство федеральной магистрали М10 «Москва — Санкт-Петербург»
- Производство тепловой и электрической энергии (СИБЭКО).
- Производство продуктов питания животного происхождения (КоПИТАНИЯ) и др.
- Решения в сфере энергоэффективности и ресурсосбережения (ОАО «E2»)
- Международные венчурные проекты в области биотехнологий и медицины, атомной энергетики и информационных технологий.

## Награды
В 2010 году компания RU-COM награждена премией РБК «Компания года». В направлении «Промышленность» RU-COM признана победителем в номинации «Управление промышленными активами».